# ブラックトロニック・サイエンス
『ブラックトロニック・サイエンス』（Blacktronic Science）は、アメリカ合衆国のファンク・ミュージシャン、バーニー・ウォーレルが1993年に発表した、ソロ名義では3作目のスタジオ・アルバム。

## 背景
ジョージ・クリントン、ゲイリー・クーパー、ブーツィー・コリンズ、メイシオ・パーカー、フレッド・ウェズリーといったPファンク人脈に加えて、ジャズ・ドラマーのトニー・ウィリアムスも参加した。なお、「ブラッド・シークレッツ」と「X-ファクター」は、ウォーレル、パーカー、ウィリアムスのトリオ編成で録音された。
「タイム・ワズ」には、かつてウォーレルが在籍していたパーラメントが1978年に発表した曲「アクア・ブギ」のサンプリングが使用されている。

## 評価
John Douganはオールミュージックにおいて5点満点中3点を付け「彼は偉大なチーム・プレイヤーとして確固たる地位を築いているが、ソロ・アーティストとしては完全に当たり外れがある」「彼は素晴らしいバンドに囲まれているが、本当に必要なのは、ジョージ・クリントン（本作にも参加している）やジェームス・ブラウンのような、ビジョンを持ったリーダーではないだろうか」と評している。Greg Kotは1993年6月3日付の『シカゴ・トリビューン』紙で4点満点中3点を付け「バーニー・ウォーレルは嬉々としてジャンルの境界を無視し、21世紀のファンクの可能性を開拓してみせた」「最もスリリングなのは、ウォーレルがサクソフォーン奏者のメイシオ・パーカー及びドラマーのトニー・ウィリアムスと共に、"Blood Secrets"及び大作の"X-Factor"で、火星人のビバップの気質を繰り広げた時である」と評した。また、『CDジャーナル』のミニ・レビューでは「余りにクールな仕上がりに物足りなさも少々…なんてゼイタクを言ってみたりもして」と評されている。

## 収録曲
1. レベレーション・イン・ブラック・ライト - "Revelation in Black Light" (Bernie Worrell) - 2:21
2. フレックス - "Flex" (B. Worrell, James Sumbi, Bill Laswell, Mike Small, George Clinton) - 6:04
3. タイム・ワズ - "Time Was (Events in the Elsewhere)" (B. Worrell, G. Clinton, B. Laswell, Bootsy Collins) - 7:21
4. ブラッド・シークレッツ - "Blood Secrets" (B. Worrell) - 6:50
5. ディスインフォダラーズ - "Dissinfordollars" (B. Worrell, G. Clinton, B. Collins) - 6:28
6. ザ・ビジョン - "The Vision" (B. Worrell, J. Sumbi, M. Small, B. Laswell) - 8:04
7. ウォント・ゴー・アウェイ - "Won't Go Away" (B. Worrell, M. Small, B. Laswell) - 5:58
8. X-ファクター - "X-Factor" (B. Worrell, Maceo Parker) - 11:53
9. ディスアピアランス - "Disappearance" (B. Worrell) - 0:55

## 参加ミュージシャン
- バーニー・ウォーレル - ハモンドオルガン、クラビネット、シンセサイザー、ミニ・モーグ、エレクトリックピアノ、ハープシコード、メロディカ、ボーカル、ストリングス・アレンジ
- ジョージ・クリントン - ボーカル (on #2, #3, #5, #7)
- ゲイリー・クーパー - ボーカル (on #2, #3, #5, #7)
- ジェイムズ・サンビ - ボーカル (on #2, #6)
- マイク・G - ボーカル (on #2, #6, #7)
- デブラ・バーシャ - ボーカル (on #3)
- ブーツィー・コリンズ - ギター (on #2, #5, #7)、ボーカル (on #2, #3, #5)、アコースティック・ベース・ギター (on #6)
- ビル・ラズウェル - ループ (on #2, #7)、ビート (on #2)、サンプリング (on #3)、サウンド・エフェクト (on #5)
- ダリル・マック - ビート (on #2)
- アイーブ・ディエン - カウベル (on #3, #6)、チャタン (on #5, #6)、トーキングドラム (on #6)
- トニー・ウィリアムス - ドラムス (on #4, #8)
- スライ・ダンバー - ドラム・ループ (on #5, #6)
- メイシオ・パーカー - アルト・サクソフォーン (on #2, #4, #5, #6, #8)、フルート (on #8)
- フレッド・ウェズリー - トロンボーン (on #2, #5, #6)
- カール・バーガー - ストリングス指揮 (on #1, #7, #9)